# 何塞薩博加爾區
7°16′58″S 78°00′50″W / 7.2829°S 78.0140°W
何塞薩博加爾區（西班牙語：Distrito de José Sabogal），是秘魯的一個區，位於該國北部卡哈馬卡大區的聖馬科斯省，始建於1982年12月11日，面積594.3平方公里，海拔高度3,075米，2005年人口14,581，人口密度每平方公里25人。